# Coryell County
Coryell County är ett administrativt område i delstaten Texas, USA. Den administrativa huvudorten (county seat) är Gatesville. Området hade 75 388 invånare 2010.

## Geografi
Enligt United States Census Bureau har countyt en total area på 2 738 km². 2 725 km² av den arean är land och 13 km² är vatten.

### Angränsande countyn
- Bosque County - norr
- McLennan County - nordost
- Bell County - sydost
- Lampasas County - sydväst
- Hamilton County - nordväst

### Orter
- Copperas Cove (delvis i Bell County och Lampasas County)
- Gatesville (huvudort)
- McGregor (delvis i McLennan County)
- Oglesby